# Глобигерина
Глобигерина (лат. Globigerina) — род планктонных фораминифер, представители которого обитают в Мировом океане.

## Описание
Известковая раковинка глобигерины состоит из ряда округлённых камер, расположенных в виде невысокой восходящей спирали. Стенка камер пронизана многочисленными порами и представляет неровную, снабжённую шипами поверхность. Отверстие простое, щелевидное.
Глобигерина имеет значение в образовании меловых отложений. Морской ил на значительных глубинах содержит огромное количество раковин корненожек и особенно глобигерин. В 1857 году при проложении телеграфного кабеля между Европой и Америкой лот проходил местами через слой такого известкового ила в 3—4 и даже 8 метров толщиной. Такие слои находятся на дне Атлантического и Тихого океанов до глубины в 4500 метров, сменяясь ниже отложениями красного ила. Натуралистам английской экспедиции «Чэлленджера», Меррею и Томсону, удалось выяснить, что глобигерина (и другие корненожки, имеющие менее важное значение в образовании описываемых осадков), живут в море, свободно плавая, так как удельный вес их и морской воды почти одинаков. Умирая и падая на дно, они образуют слои известкового ила, содержащего до 95% углекислой извести. Верхние слои глобигеринового ила состоят из раковинок более или менее целых, нижние более плотные — преимущественно из обломков. Глобигериновый ил можно прямо считать мелом, образующимся в настоящее время. Отсутствие глобигеринового ила на глубинах больше 4500 м объясняется растворением углекислой извести раковин.